# Paget Gorman Sign System
Das Paget Gorman Sign System (auch Paget Gorman Signed Speech oder Paget Gorman Systematic Sign Language, kurz PGSS) ist eine manuell kodierte Form des Englischen, die für den Einsatz bei Kindern mit Sprach- oder Kommunikationsschwierigkeiten entwickelt wurde.

## Entwicklung
PGSS wurde ursprünglich in den 1930er Jahren in Großbritannien vom Anthropologen Sir Richard Paget und später von seiner Frau Lady Grace Paget und Dr. Pierre Gorman entwickelt. Das System basiert auf der Vorstellung, dass die ursprüngliche Form aller Sprache die Gebärdensprache ist. PGSS entwickelte sich so weit, dass es über ein eigenes grammatikalisches Zeichensystem verfügt. Es zeichnete sich bei seiner ersten Einführung durch die Art und Weise aus, wie es ein gewisses Maß an Willkür einführte. Es basiert außerdem auf einem Klassifizierungssystem und verwendet 37 Grundzeichen und 21 standardmäßige Handhaltungen, die kombiniert werden können, um einen großen Wortschatz englischer Wörter, einschließlich Wortendungen und Zeitformen, darzustellen.
Das System war in den 1960er- bis 1980er-Jahren in Gehörlosenschulen im Vereinigten Königreich weit verbreitet, doch seit der Einführung der British Sign Language (BSL) und des auf BSL basierenden Signed English in der Gehörlosenausbildung ist seine Verwendung heute weitgehend auf den Bereich der Sprach- und Sprechstörungen beschränkt und steht den Lernenden zur Verfügung, wenn sie einen entsprechenden Lehrgang besucht haben.